# Phyllodinus luzonensis
Phyllodinus luzonensis är en insektsart som beskrevs av Frederick Arthur Godfrey Muir 1916. Phyllodinus luzonensis ingår i släktet Phyllodinus och familjen sporrstritar. Inga underarter finns listade i Catalogue of Life.